# Anacampseros telephiastrum
Anacampseros telephiastrum är en tvåhjärtbladig växtart som beskrevs av Dc. Anacampseros telephiastrum ingår i släktet Anacampseros och familjen Anacampserotaceae. Inga underarter finns listade i Catalogue of Life.

## Bildgalleri

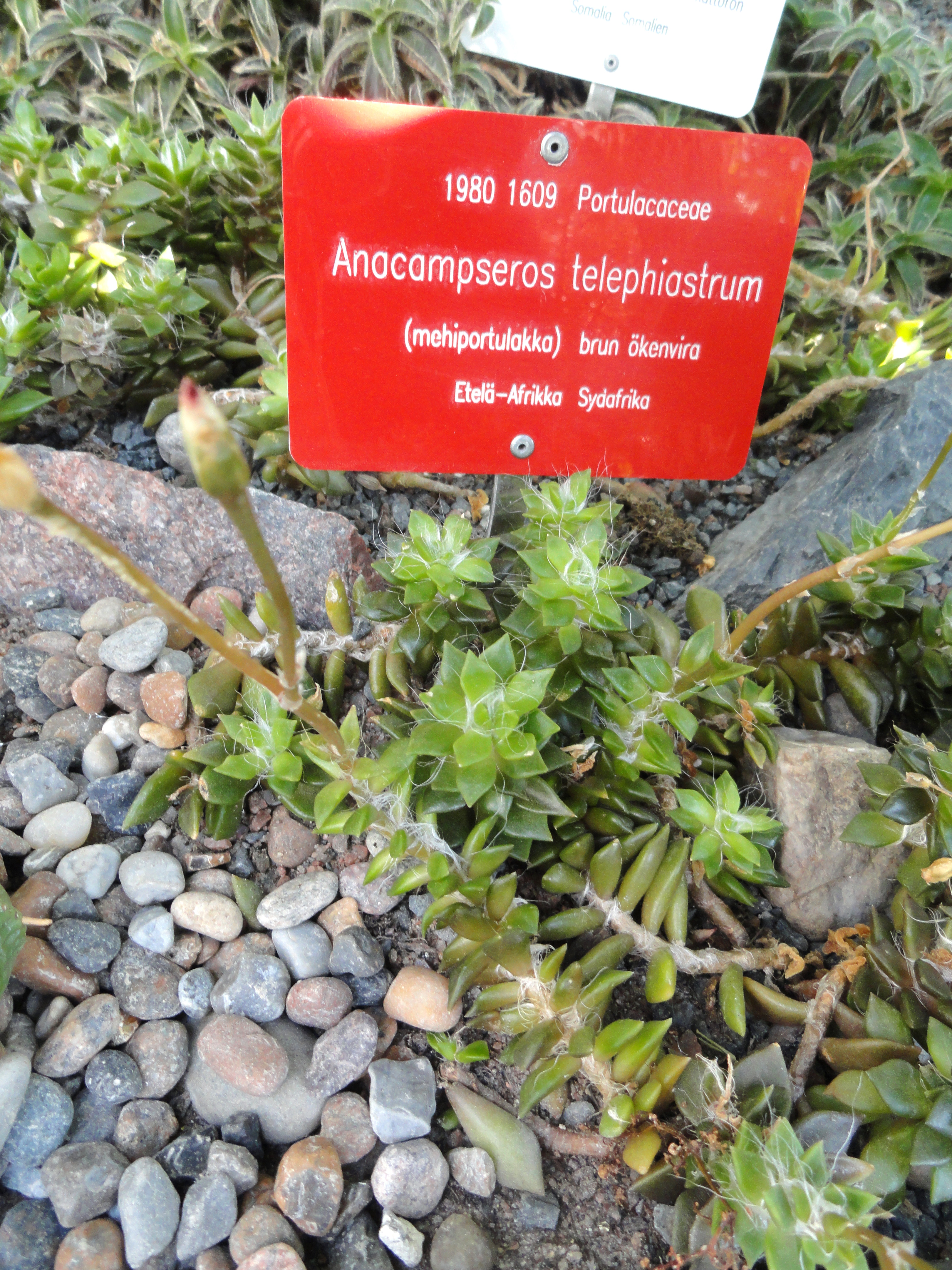
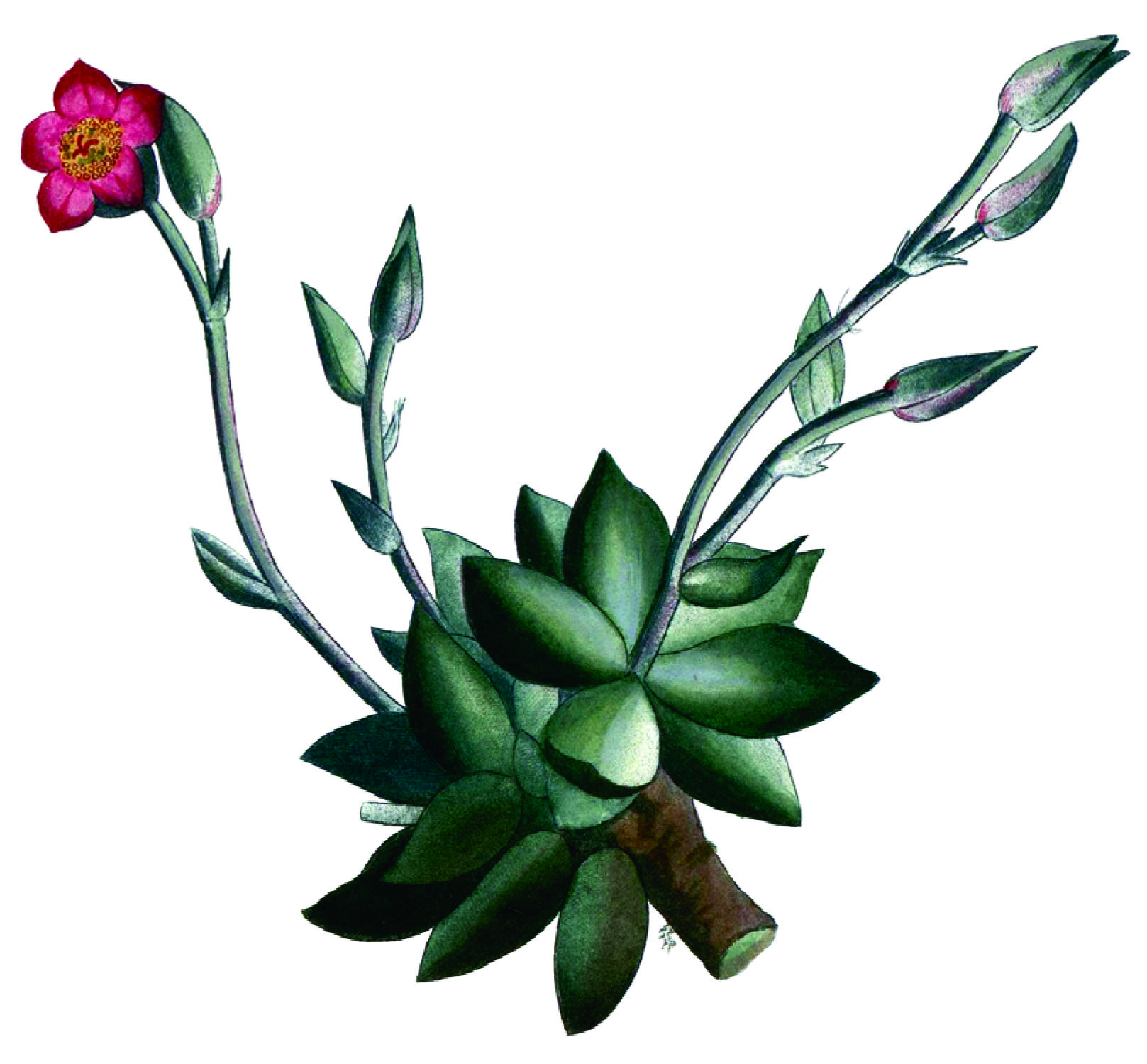
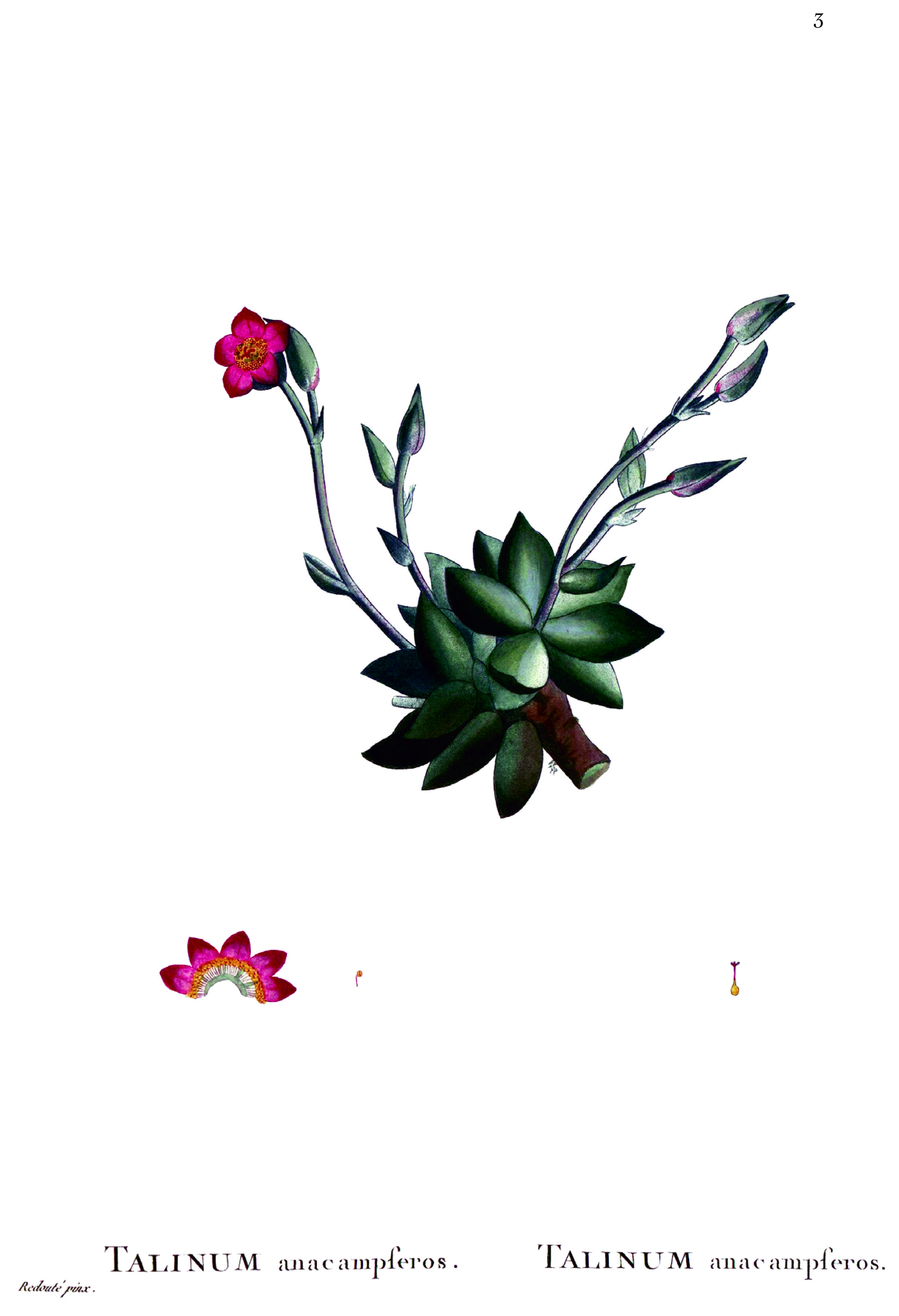